# ボールジャグリング

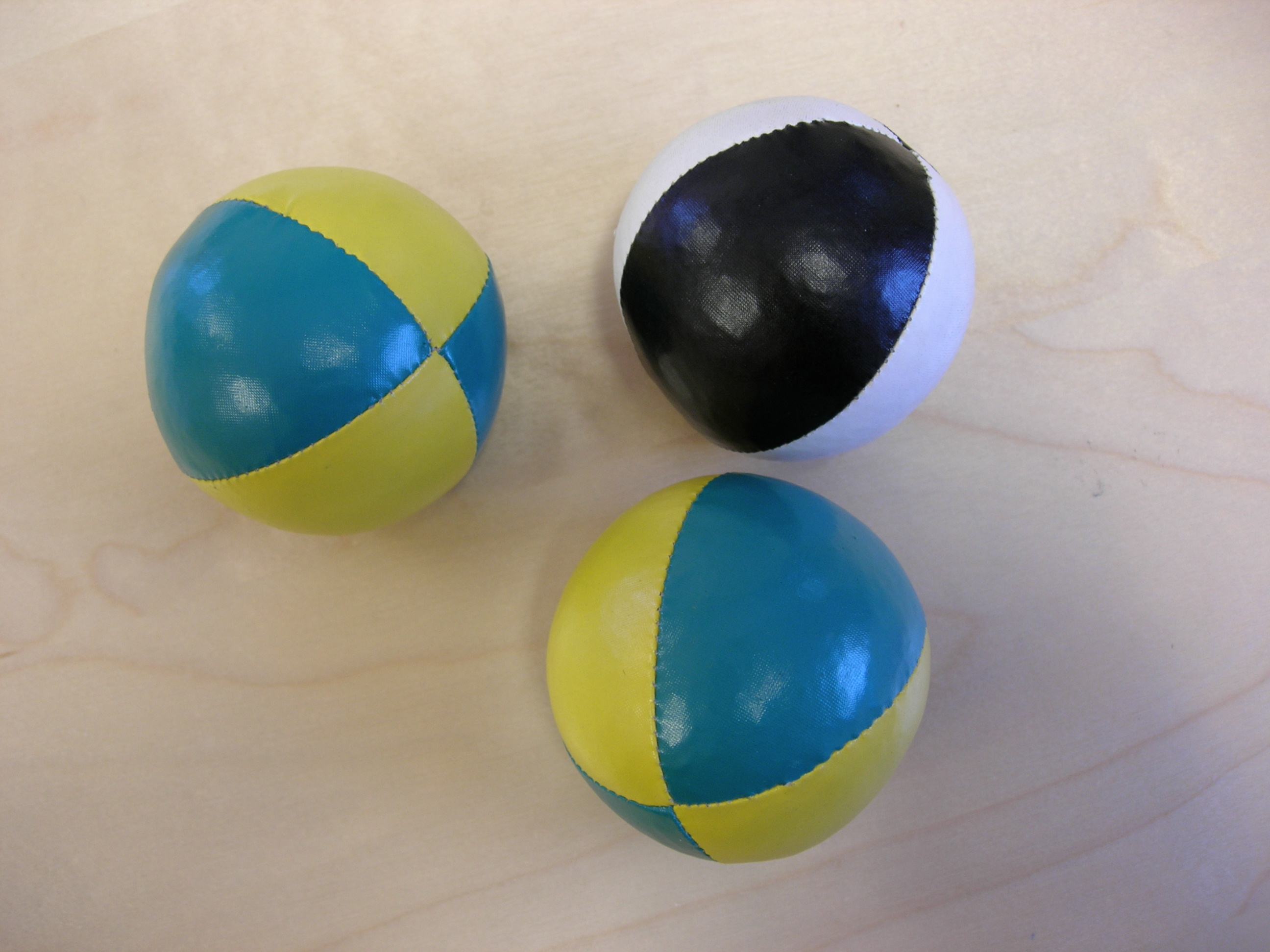
ジャグリング用ボール

ボールジャグリングとは、ジャグリングの一種で、ボールを使うものの総称。
単にジャグリングというとボールジャグリングをさすことが多い。バウンスジャグリング、コンタクトジャグリングなど、ボールを使うものすべてを指すが、ボールジャグリングの中ではトスジャグリングが最も一般的である。

## ボールジャグリングの道具
詳細は各項目を参照のこと。
- ビーンバッグ
もっとも一般的なジャグリングボール。
- ロシアンボール
プラスチック製のボールに砂が４割程度入ったボール。
- バウンスボール
ゴム製の高反発ボール。
- コンタクトボール
トスジャグリングに対して体から離さず転がすように演技するコンタクトジャグリングに用いる。
- スピニングボール
指や、棒などの上で回すための大きめのボール。

その他、サッカーボール、テニスボールなどボールだけでなく、リンゴなど投げられるものならほとんどのものが使える。